# Restio leptoclados
Restio leptoclados är en gräsväxtart som beskrevs av Maxwell Tylden Masters. Restio leptoclados ingår i släktet Restio och familjen Restionaceae. Inga underarter finns listade i Catalogue of Life.